# Robert Abela
Robert Abela (ur. 7 grudnia 1977 w Sliemie) – maltański polityk i prawnik, deputowany do Izby Reprezentantów, od 2020 lider Partii Pracy oraz premier Malty.

## Życiorys
Urodził się jako syn George’a Abeli (w latach 2009–2014 prezydenta Malty) oraz jego żony Margaret. Jest żonaty z Lydią, z którą ma córkę. W młodości uprawiał piłkę nożną, grał na pozycji bramkarza, był członkiem młodzieżowej reprezentacji Malty. Kształcił się w szkołach w Santa Luċija i Bormli, następnie w szkole średniej St Aloysius’ College w Birkirkarze. W 2002 ukończył studia prawnicze na Uniwersytecie Maltańskim. Podjął praktykę prawniczą w firmie swojego ojca, specjalizował się w prawie pracy i prawie rodzinnym. Dołączył do Partii Pracy, w 2008 pomagał George’owi Abeli w kampanii, gdy ten bezskutecznie ubiegał się o przywództwo w tym ugrupowaniu. W 2017 na zaproszenie Josepha Muscata wystartował w wyborach parlamentarnych, uzyskując po raz pierwszy mandat posła do Izby Reprezentantów. Stał się bliskim współpracownikiem premiera i jego doradcą uczestniczącym w posiedzeniach gabinetu.
W listopadzie 2019 Joseph Muscat zapowiedział swoją rezygnację z urzędu premiera w styczniu 2020. Decyzja ta miała związek ze skandalem dotyczącym zabójstwa w 2017 dziennikarki śledczej Daphne Caruany Galizii. Robert Abela zwyciężył w wyborach na nowego lidera Partii Pracy (jego konkurentem był Chris Fearne), obejmując tę funkcję 12 stycznia 2020. Następnego dnia został zaprzysiężony na stanowisku premiera Malty.
W 2022 został po raz drugi wybrany na posła; kierowana przez niego partia wygrała wówczas z Partią Narodową, utrzymując większość w parlamencie. 13 marca 2022 został po raz drugi objął urząd premiera.